# Parafia św. Stanisława Biskupa i Męczennika w East Chicago
Parafia św. Stanisława Biskupa i Męczennika w East Chicago (ang. St. Stanislaus Bishop & Martyr's Parish) – parafia rzymskokatolicka położona w East Chicago w stanie Indiana, Stany Zjednoczone.
Jest ona wieloetniczną parafią w diecezji Gary, dla polskich imigrantów.
Nazwa parafii jest dedykowana św. Stanisławowi ze Szczepanowa.

## Historia
Pierwszy kościół, przy Baring st., o wymiarach 80x30 metrów, został wzniesiony w 1896 roku, pod nadzorem ks. Kazimierza Kobylińskiego. Został on umieszczony pod patronatem św Michała Archanioła. Liczba wiernych w tym czasie wynosiła około 200 osób.
Teren pod obecny kościół został zakupiony w 1901 roku. Kościół, który stał na Baring st. został usunięty na swoje obecne miejsce, po którym był znany jako kościół św. Stanisława.

## Duszpasterze
- ks. Kazimierz Kobyliński
- ks. John Kubacki
- ks. Joseph Bolka (1904-
- ks. Julian Skrzypiński (1907-1908)
- ks. Peter Budnik (1908-1933)
- ks. Julian Skrzypiński (1933-?)